# Liste de films français sortis en 1993
Listes de films français
- 1989
- 1990
- 1991
- 1992
- 1993
- 1994
- 1995
- 1996
- 1997

Liste non exhaustive de films français sortis en 1993

## 1993
| Titre                               | Réalisateur       | Distribution                                                                   | Genre              |
| ----------------------------------- | ----------------- | ------------------------------------------------------------------------------ | ------------------ |
| L'Arbre, le Maire et la Médiathèque | Éric Rohmer       | Pascal Greggory, Fabrice Luchini, Arielle Dombasle, Clémentine Amouroux        | Comédie dramatique |
| L'argent fait le bonheur            | Robert Guédiguian | Ariane Ascaride, Jean-Pierre Darroussin, Pierre Banderet, Danièle Lebrun       | Comédie            |
| Les Derniers Jours d'Emmanuel Kant  | Philippe Collin   | David Warrilow, Christian Rist, André Wilms, Roland Amstutz                    |                    |
| Germinal                            | Claude Berri      | Renaud, Miou-Miou, Gérard Depardieu, Judith Henry, Jean Carmet                 | Drame              |
| Hélas pour moi                      | Jean-Luc Godard   | Gérard Depardieu, Laurence Masliah, Jean-Louis Loca, Bernard Verley            | Comédie, drame     |
| Le Jeune Werther                    | Jacques Doillon   | Ismaël Jolé-Ménébhi, Faye Anastasie, Jessica Tharaud, Mirabelle Rousseau       | Comédie dramatique |
| Ma saison préférée                  | André Téchiné     | Catherine Deneuve, Daniel Auteuil, Marthe Villalonga, Chiara Mastroianni       | Comédie dramatique |
| Le Mari de Léon                     | Jean-Pierre Mocky | Jean-Pierre Mocky, Serge Riaboukine, Dora Doll, Lauren Grandt, Pascale Roberts |                    |
| L'Œil de Vichy                      | Claude Chabrol    | avec la voix de Michel Bouquet                                                 | film documentaire  |
| Profil bas                          | Claude Zidi       | Patrick Bruel, Sandra Speichert, Didier Bezace, Jean Yanne                     | Policier           |
| Smoking / No Smoking                | Alain Resnais     | Pierre Arditi, Sabine Azéma                                                    | Comédie            |
| La Soif de l'or                     | Gérard Oury       | Christian Clavier, Tsilla Chelton, Catherine Jacob, Philippe Khorsand          | Comédie            |
| Tango                               | Patrice Leconte   | Philippe Noiret, Richard Bohringer, Thierry Lhermitte, Carole Bouquet          |                    |
| Un, deux, trois, soleil             | Bertrand Blier    | Anouk Grinberg, Myriam Boyer, Olivier Martinez, Jean-Michel Noirey             |                    |
| Vent d'est                          | Robert Enrico     | Malcolm McDowell, Pierre Vaneck, Jean-François Balmer, Ludmila Mikaël          | Film historique    |
| Les Visiteurs                       | Jean-Marie Poiré  | Christian Clavier, Jean Reno, Valérie Lemercier, Marie-Anne Chazel             | Comédie            |